# Jangama

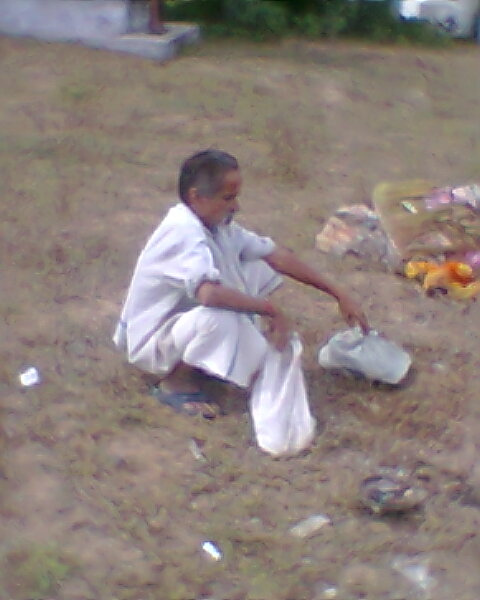
Jamgama devara

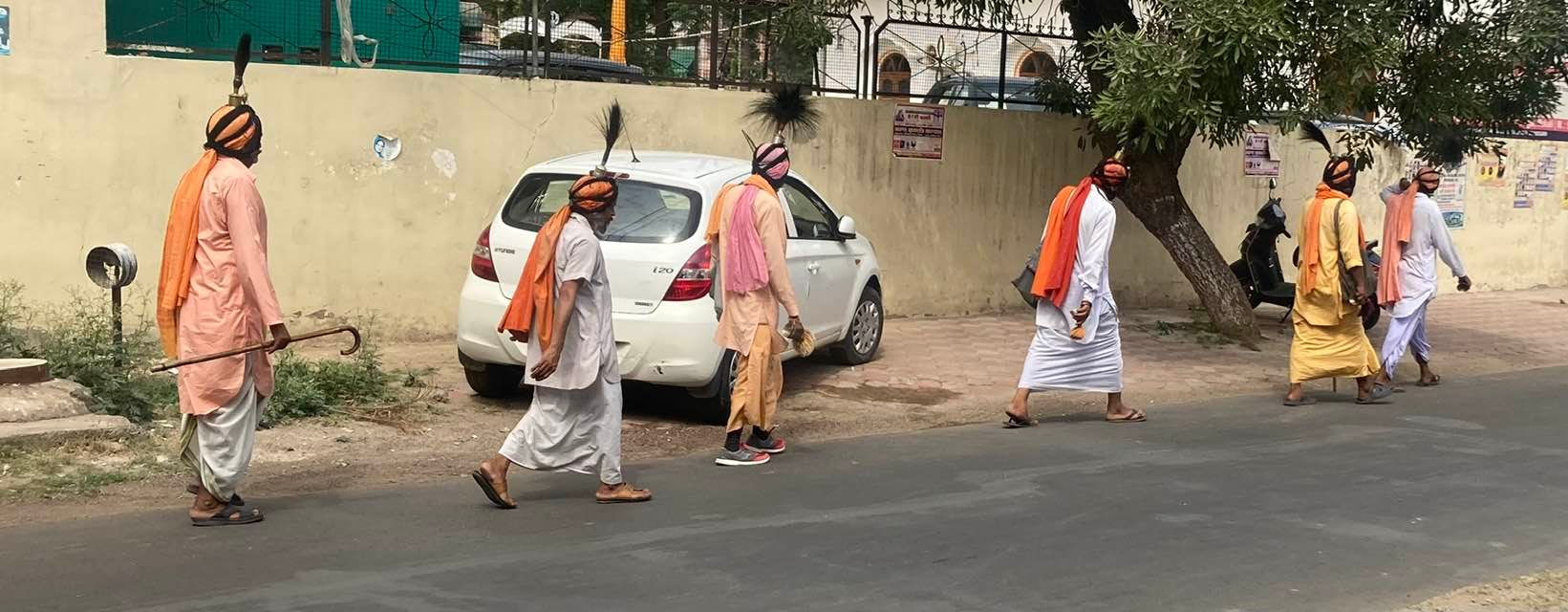
The Jangam, Shaiva order religious monks of India

Lo Jangam o Jangama sono un ordine Saivita di religiosi vagabondi o mendicanti. Gli Jangam sono i Sacerdoti o guru  della setta Saivite. La parola deriva dall'emblema mobile del Linga di Shiva. Migrarono da Karnataka al fine di diffondere il culto Shaivaita e fungere da Sacerdoti per coloro che non potevano accedere ai servizi dei bramini. Molti religiosi jangam vivono nel Tamil Nadu: a Salem, a Dharmapuri, a Krishnagiri, a Namakkal, a Erode, a Thirupur.